# Sint-Theresiakapel (Nivezé)
De Sint-Theresiakapel of Sint-Theresiakerk (Frans: chapelle Sainte-Thérèse of église Sainte-Thérèse) is een kerkgebouw in Nivezé in de gemeente Jalhay in de Belgische provincie Luik. De kapel staat ongeveer in het midden van het dorp, maar aan de rand van de gemeentegrens. Langs de kerk stroomt op een tiental meter de beek de Soyeureux waarlangs de gemeentegrens tussen Jalhay en Spa ongeveer loopt.
Verder stroomafwaarts naar het westen liggen de Wellingtonbron en Marie-Henriettebron.
De kapel is gewijd aan de heilige Theresia van Lisieux.

## Geschiedenis
Aan het begin van de vorige eeuw stond er in de buurt van de spoorlijn van Spa naar Stavelot een houten kapel (op de plaats van de huidige kapel). Hier kwamen de mensen uit Préfayhai, Warfaaz en Nivezé voor de eredienst.
In 1906 werd dit gebied een zelfstandige parochie.
In 1934 werd de houten kapel door een brand verwoest en men besloot toen een nieuwe kerk te bouwen.
Op 10 oktober 1935 werd de Sint-Theresiakerk geïnaugureerd. Dit is het gebouw dat er in 2016 nog staat en is naar het ontwerp van architect Paës de Spa. 
In 1942 sloeg er in de buurt een V1 in waardoor de explosie de ramen van het koor verwoestte, behalve die van het roosvenster.
In de jaren 1950 bevatte de naam van de kerk de naam van twee heiligen, Theresia van Lisieux en Gerardus Majella, maar de naam van deze tweede heilige verdween na verloop van tijd.
In 2008 werd de kerk een kapel toen de parochie werd toegevoegd aan de parochie van Sart-lez-Spa.

## Opbouw
De neogotische kerk is niet-georiënteerd en bestaat uit een portaal in het oosten, erachter het schip met drie traveeën, het transept, een koor met driezijdige koorsluiting en in de rechter oksel van het koor met het transept de kerktoren. De toren heeft twee geledingen en wordt gedekt door een ingesnoerde torenspits. Het koor is even hoog als het schip, maar het transept heeft een lager dak en steekt in het dak. Ook de drie traveeën van het schip hebben steekdaken. Links van de ingang bevindt zich de aangebouwde doopkapel.
De kerk heeft zowel een standbeeld van Theresia van Lisieux als Gerardus Majella.